# Dirck Barendsz.

Altaarstuk gemaakt door Dirck Barendsz voor de Sint-Janskerk te Gouda

Dirck Barendsz (Amsterdam, 1534 - aldaar, begraven 26 mei 1592) was een Nederlands tekenaar en kunstschilder.

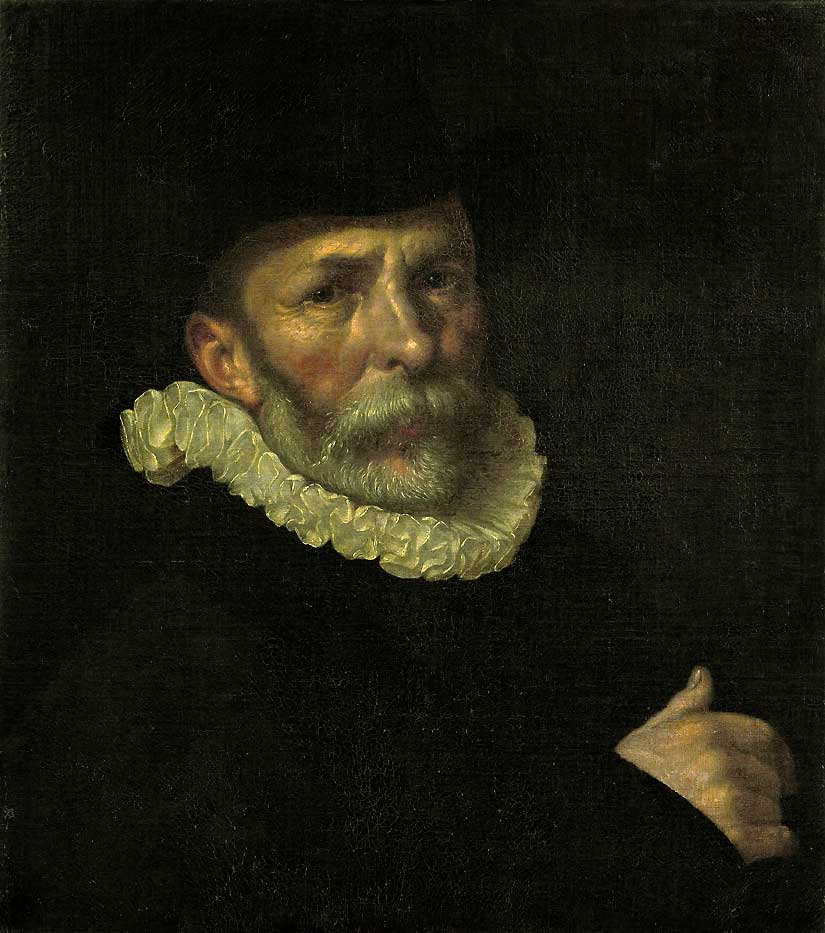
Portret van de schilder Dirck Barendsz (1590) door Cornelis Ketel

Dirck Barendsz ontving de eerste schilderlessen van zijn vader, de kunstschilder Barend Dircksz (alias Doove Barend). Op 19-jarige leeftijd vertrok hij naar Rome en vandaar naar Venetië, waar hij leerling werd van Titiaan. Omstreeks 1562 keerde hij weer terug naar Nederland en vestigde zich als schilder in Amsterdam. Hij bestreek een breed terrein van de schilderkunst; hij schilderde onder meer portretten, stillevens, stadsgezichten, interieurs, schuttersstukken en religieuze taferelen.

## Werken van Dirck Barendsz
- Voor de Sint-Janskerk te Gouda schilderde hij het altaarstuk voor het Maria-altaar, het belangrijkste altaar van de noorderzijbeuk in deze kerk. Dit drieluik bevindt zich in Museum Gouda.

- In het Rijksmuseum bevindt zich een door hem geschilderd schuttersstuk van het Kloveniersgilde van Amsterdam.

- Auckland Art Gallery Toi o Tāmaki: 8723
- Art Gallery of South Australia: 13762
- Biblioteca Nacional de España: XX1435261
- Bibliothèque nationale de France: cb149688777 (data)
- Biografisch Portaal: 15991055
- Digitale Bibliotheek voor de Nederlandse Letteren: bare011
- Gemeinsame Normdatei: 121095401
- International Standard Name Identifier: 0000 0000 6629 3644
- Library of Congress Control Number: nb90698504
- Nederlandse Thesaurus van Auteursnamen: 07025088X
- RKD-Nederlands Instituut voor Kunstgeschiedenis: 4442
- Istituto Centrale per il Catalogo Unico: PUVV315537
- Système universitaire de documentation: 165614218
- Union List of Artist Names: 500008127
- Virtual International Authority File: 5202304
- WorldCat: E39PBJwD69WXhHMHxBBt8GFFrq